# Pa de cucut de bosc
El pa de cucut de bosc o Oxalis acetosella és una espècie del gènere Oxalis, oriünda d'Europa i part d'Àsia. O. acetosella va ser descrita per Carl von Linné i publicat a Species Plantarum 1: 433. 1753. El seu nom genèric, oxalis, deriva de la paraula grega oxys, "afilat, acre", referint-se al sabor agre de les fulles i la tija. L'epítet llatí acetosella al·ludeix al sabor àcid de les parts verdes.

## Noms populars
agriguella fina, agrella borda, agrelles de riu.

## Morfologia

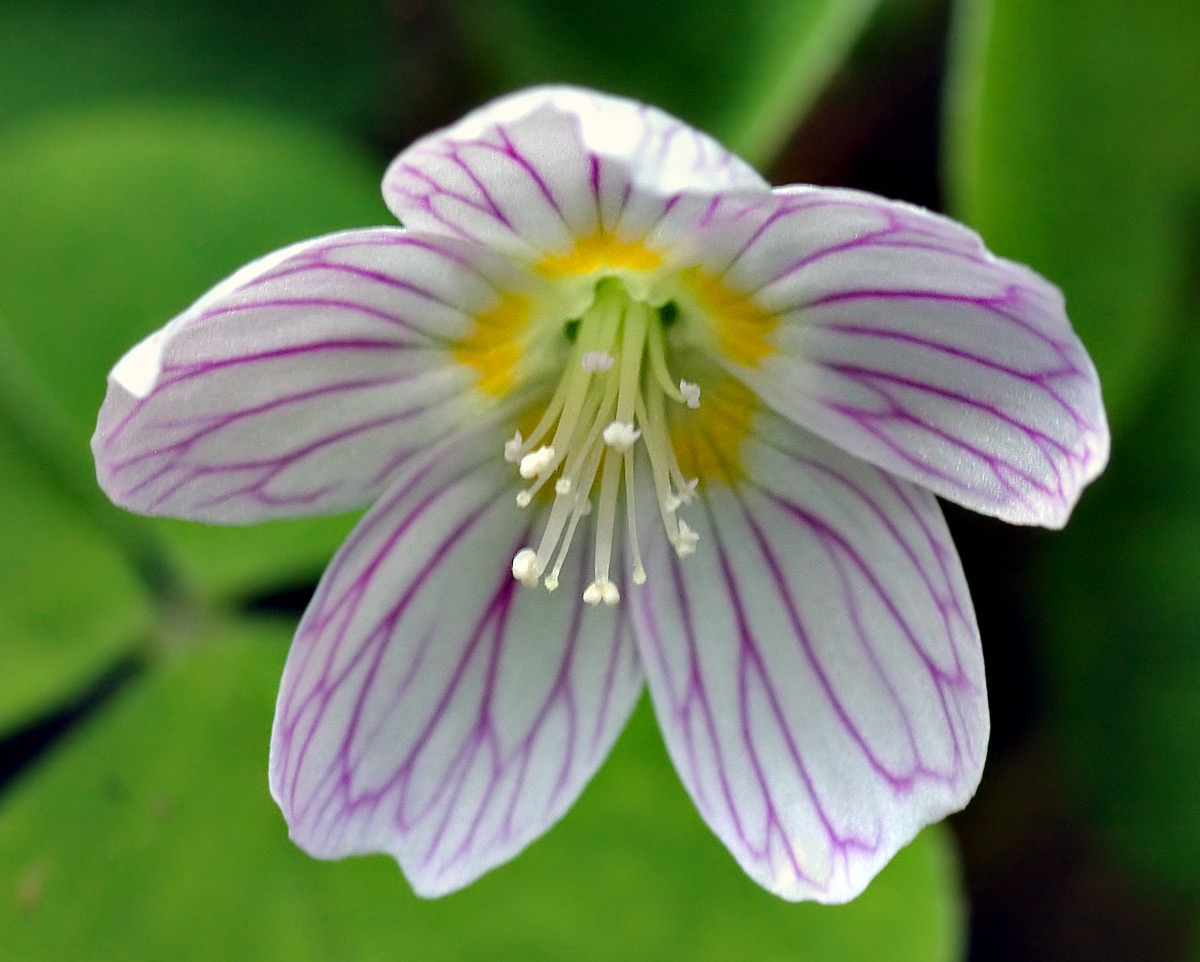
Flor

Planta perenne, humil, proveïda d'una tija rastrera, prima, que pot arrelar als nusos, amb restes de la base dels pecíols a manera d'engrossiments. Les fulles, amb pecíols de fins a 15 cm d'altura, són palmejades, trifoliades, amb folíols de 10-27 x 15– 30 mm, obcordades i emarginades. Les flors són solitàries, campanulades, amb peduncles de 5 a 10 cm. El calze està format per 5 sèpals oblongo-lanceolats, membranosos, alguna cosa soldats a la base, que aconsegueixen 5 mm de longitud. La corol·la consta de 5 pètals, lliures de 8 a 15 mm, blancs amb nervis liles, porpres o violacis. L'androceu està format per 10 estams amb anteres grogues; el gineceu està format per un sol ovari coronat per 5 estils. El fruit és una càpsula  ovoide, angulosa, de fins a 10 mm. En madurar s'obre per unes sutures longitudinals i expulsa les petites llavors a manera de projectils al mínim frec.

## Ecologia
Creix entre la fullaraca o la molsa en boscos frescos i ombrívols, com ara rouredes humides i fagedes, és menys comuna en pinedes. En climes humits està present des del nivell del mar; a les zones més seques de la seva àrea de distribució està restringida a l'estatge montà; aconsegueix fins al pis subalpí. Necessita sòls pobres en nutrients i àcids, amb un pH de 3,5 a 5,5. Floreix de març a juny.

## Toxicitat i usos
Com les altres espècies del gènere Oxalis, les parts aèries d'O. acetosella contenen oxalats, la ingestió dels quals en gran quantitat pot suposar un risc per a la salut.
Històricament s'usava per extreure l'oxalat de calci, mitjançant l'ebullició. També s'ha utilitzat O. acetosella, fresca, com un remei contra l'acidesa de l'estómac i les indisposicions del fetge i de la digestió.